# Septième circonscription du Rhône
La septième circonscription du Rhône est l'une des 14 circonscriptions législatives françaises que compte le département du Rhône (69) situé en région Auvergne-Rhône-Alpes.

## Description géographique et démographique

### De 1958 à 1986
Le département avait dix circonscriptions. En 1973, trois nouvelles ont été ajoutées.
La septième circonscription du Rhône était composée de :
- canton de Limonest
- canton de Neuville-sur-Saône
- canton de Saint-Genis-Laval
- commune de Tassin-la-Demi-Lune

Source : Journal Officiel du 14-15 octobre 1958.
En 1973, le canton de Saint-Genis-Laval et la commune de Tassin-la-Demi-Lune forment la nouvelle onzième circonscription du Rhône.
Le Canton de Rillieux-la-Pape est ajouté à  la septième circonscription.

### Depuis 1988
La septième circonscription du Rhône est délimitée par le découpage électoral de la loi no 86-1197 du 24 novembre 1986, elle regroupe les divisions administratives suivantes : 
- Canton de Bron
- Canton de Rillieux-la-Pape
- Canton de Vaulx-en-Velin et Sathonay-Camp.

D'après le recensement général de la population en 1999, réalisé par l'Institut national de la statistique et des études économiques (Insee), la population de cette circonscription est estimée à 110819 habitants,.

## Historique des députations
| Législature | Début de mandat | Fin de mandat  | Député              | Parti politique | Observations |
| ----------- | --------------- | -------------- | ------------------- | --------------- | --- |
| Ire         | 9 décembre 1958 | 9 octobre 1962 | Édouard Charret     | UNR             | Mandat écourté à la suite d'une dissolution parlementaire décidée par Charles de Gaulle.                                                                                     |
| IIe         | 6 décembre 1962 | 2 avril 1967   | Marcel Houël        | PCF             | Également maire de Vénissieux entre 1962 et 1985. |
| IIIe        | 3 avril 1967    | 30 mai 1968    | Marcel Houël        | PCF             | Également maire de Vénissieux entre 1962 et 1985. Mandat écourté à la suite d'une dissolution parlementaire décidée par Charles de Gaulle.                                   |
| IVe         | 11 juillet 1968 | 1er avril 1973 | Marcel Houël        | PCF             | Également maire de Vénissieux entre 1962 et 1985. |
| Ve          | 2 avril 1973    | 2 avril 1978   | Étienne Gagnaire    | PS              | Également maire de Villeurbanne entre 1954 et 1977. |
| VIe         | 3 avril 1978    | 22 mai 1981    | Charles Hernu       | PS              | Mandat écourté à la suite d'une dissolution parlementaire décidée par François Mitterrand.                                                                                   |
| VIIe        | 2 juillet 1981  | 1er avril 1986 | Charles Hernu       | PS              | Également ministre de la Défense entre 1981 et 1985 au sein des gouvernements de Pierre Mauroy et de Laurent Fabius.                                                         |
| VIIIe       | 2 avril 1986    | 14 mai 1988    | Charles Hernu       | PS              | Proportionnelle par département, pas de député par circonscription. Mandat écourté à la suite d'une dissolution parlementaire décidée par François Mitterrand.               |
| IXe         | 23 juin 1988    | 1er avril 1993 | Jean-Jack Queyranne | PS              | |
| Xe          | 2 avril 1993    | 21 avril 1997  | Jean-Pierre Calvel  | UDF             | Mandat écourté à la suite d'une dissolution parlementaire décidée par Jacques Chirac.                                                                                        |
| XIe         | 12 juin 1997    | 5 juillet 1997 | Jean-Jack Queyranne | PS              | À la suite de sa nomination au sein du gouvernement de Lionel Jospin, il est remplacé le 5 juillet 1997 par son suppléant Jacky Darne jusqu'à la fin de la législature.      |
| XIe         | 5 juillet 1997  | 18 juin 2002   | Jacky Darne         | PS              | À la suite de sa nomination au sein du gouvernement de Lionel Jospin, il est remplacé le 5 juillet 1997 par son suppléant Jacky Darne jusqu'à la fin de la législature.      |
| XIIe        | 19 juin 2002    | 19 juin 2007   | Jean-Jack Queyranne | PS              | |
| XIIIe       | 20 juin 2007    | 19 juin 2012   | Jean-Jack Queyranne | PS              | |
| XIVe        | 20 juin 2012    | 11 mars 2016   | Hélène Geoffroy     | PS              | À la suite de sa nomination au sein du gouvernement de Manuel Valls, elle est remplacée le 11 mars 2016 par son suppléant Renaud Gauquelin jusqu'à la fin de la législature. |
| XIVe        | 11 mars 2016    | 20 juin 2017   | Renaud Gauquelin    | PS              | À la suite de sa nomination au sein du gouvernement de Manuel Valls, elle est remplacée le 11 mars 2016 par son suppléant Renaud Gauquelin jusqu'à la fin de la législature. |
| XVe         | 21 juin 2017    | 21 juin 2022   | Anissa Khedher      | LREM            | |
| XVIe        | 22 juin 2022    | 9 juin 2024    | Alexandre Vincendet | HOR             | Mandat écourté à la suite d'une dissolution parlementaire décidée par Emmanuel Macron.                                                                                       |
| XVIIe       | 8 juillet 2024  | En cours       | Abdelkader Lahmar   | LFI             | |

## Historique des élections

### Élections de 1958
| Candidat       | Candidat            | Parti          | Premier tour | Premier tour | Second tour | Second tour |  |
| Candidat       | Candidat            | Parti          | Voix         | %            | Voix        | %           |  |
| -------------- | ------------------- | -------------- | ------------ | ------------ | ----------- | ----------- |  |
|                | Philippe Danilo élu | UNR            | 18 026       | 30,74        | 42 417      | 79,67       |  |
|                | Frédéric Dugoujon   | Radsoc         | 11 978       | 20,43        | Retrait     | Retrait     |  |
|                | Henri Lacombe       | CNIP           | 11 350       | 19,36        | Retrait     | Retrait     |  |
|                | Prosper Delagoutte  | PCF            | 8 736        | 14,9         | 10 823      | 20,33       |  |
|                | Jean Loiseau        | SFIO           | 4 635        | 7,91         | Retrait     | Retrait     |  |
|                | Georges Riquet      | UFD            | 2 225        | 3,79         |             |             |  |
|                | Lucien Brunelet     | Extrême droite | 1 681        | 2,87         |             |             |  |
|                |                     |                |              |              |             |             |  |
| Inscrits       | Inscrits            | Inscrits       | 78 994       | 100,00       | 78 990      | 100,00      |  |
| Abstentions    | Abstentions         | Abstentions    | 19 535       | 24,73        | 23 284      | 29,48       |  |
| Votants        | Votants             | Votants        | 59 459       | 75,27        | 55 706      | 70,52       |  |
| Blancs et nuls | Blancs et nuls      | Blancs et nuls | 828          | 1,39         | 2 466       | 4,43        |  |
| Exprimés       | Exprimés            | Exprimés       | 58 631       | 98,61        | 53 240      | 95,57       |  |

Le suppléant de Philippe Danilo était Claude Blanchin, représentant, adjoint au maire de Tassin-la-Demi-Lune.

### Élections de 1962
| Candidat       | Candidat                      | Parti          | Premier tour | Premier tour | Second tour | Second tour |  |
| Candidat       | Candidat                      | Parti          | Voix         | %            | Voix        | %           |  |
| -------------- | ----------------------------- | -------------- | ------------ | ------------ | ----------- | ----------- |  |
|                | Philippe Danilo sortant réélu | UNR-UDT        | 23 835       | 42,88        | 30 160      | 54,5        |  |
|                | Frédéric Dugoujon             | Radsoc         | 9 477        | 17,05        | 25 177      | 45,5        |  |
|                | Maurice Jacquin               | PCF            | 9 398        | 16,91        | Retrait     | Retrait     |  |
|                | Jacques Berger                | CNIP           | 7 602        | 13,67        | Retrait     | Retrait     |  |
|                | Raoul Chamarie                | PSU            | 5 279        | 9,5          | Retrait     | Retrait     |  |
|                |                               |                |              |              |             |             |  |
| Inscrits       | Inscrits                      | Inscrits       | 84 607       | 100,00       | 84 602      | 100,00      |  |
| Abstentions    | Abstentions                   | Abstentions    | 27 796       | 32,85        | 27 587      | 32,61       |  |
| Votants        | Votants                       | Votants        | 56 811       | 67,15        | 57 015      | 67,39       |  |
| Blancs et nuls | Blancs et nuls                | Blancs et nuls | 1 220        | 2,15         | 1 678       | 2,94        |  |
| Exprimés       | Exprimés                      | Exprimés       | 55 591       | 97,85        | 55 337      | 97,06       |  |

Le suppléant de Philippe Danilo était Claude Blanchin.

### Élections de 1967
| Candidat       | Candidat                      | Parti          | Premier tour | Premier tour | Second tour | Second tour |  |
| Candidat       | Candidat                      | Parti          | Voix         | %            | Voix        | %           |  |
| -------------- | ----------------------------- | -------------- | ------------ | ------------ | ----------- | ----------- |  |
|                | Philippe Danilo sortant réélu | UD-Ve          | 30 041       | 41,7         | 34 179      | 48,3        |  |
|                | Maurice Jacquin               | PCF            | 13 878       | 19,27        | 24 187      | 34,18       |  |
|                | Marc Suc                      | CD (PDM)       | 13 570       | 18,84        | 12 405      | 17,53       |  |
|                | André Barthélemy              | PSU            | 12 795       | 17,76        | Retrait     | Retrait     |  |
|                | Pierre Luce                   | Extrême droite | 1 749        | 2,43         |             |             |  |
|                |                               |                |              |              |             |             |  |
| Inscrits       | Inscrits                      | Inscrits       | 93 073       | 100,00       | 93 057      | 100,00      |  |
| Abstentions    | Abstentions                   | Abstentions    | 19 436       | 20,88        | 20 783      | 22,33       |  |
| Votants        | Votants                       | Votants        | 73 637       | 79,12        | 72 274      | 77,67       |  |
| Blancs et nuls | Blancs et nuls                | Blancs et nuls | 1 604        | 2,18         | 1 503       | 2,08        |  |
| Exprimés       | Exprimés                      | Exprimés       | 72 033       | 97,82        | 70 771      | 97,92       |  |

Le suppléant de Philippe Danilo était René Meyer, docteur en médecine à Neuville-sur-Saône.

### Élections de 1968
| Candidat       | Candidat                      | Parti          | Premier tour | Premier tour | Second tour | Second tour |  |
| Candidat       | Candidat                      | Parti          | Voix         | %            | Voix        | %           |  |
| -------------- | ----------------------------- | -------------- | ------------ | ------------ | ----------- | ----------- |  |
|                | Philippe Danilo sortant réélu | UDR (URP)      | 33 097       | 44,63        | 34 973      | 50,64       |  |
|                | Frédéric Dugoujon             | Radsoc         | 16 442       | 22,17        | 17 280      | 25,02       |  |
|                | Maurice Jacquin               | PCF            | 11 303       | 15,24        | 16 807      | 24,34       |  |
|                | Étienne Matray                | FGDS (SFIO)    | 7 038        | 9,49         |             |             |  |
|                | André Barthélemy              | PSU            | 6 271        | 8,46         |             |             |  |
|                |                               |                |              |              |             |             |  |
| Inscrits       | Inscrits                      | Inscrits       | 92 476       | 100,00       | 92 516      | 100,00      |  |
| Abstentions    | Abstentions                   | Abstentions    | 17 563       | 18,99        | 22 599      | 24,43       |  |
| Votants        | Votants                       | Votants        | 74 913       | 81,01        | 69 917      | 75,57       |  |
| Blancs et nuls | Blancs et nuls                | Blancs et nuls | 762          | 1,02         | 857         | 1,23        |  |
| Exprimés       | Exprimés                      | Exprimés       | 74 151       | 98,98        | 69 060      | 98,77       |  |

Le suppléant de Philippe Danilo était René Meyer.

### Élections de 1973
| Candidat       | Candidat              | Parti          | Premier tour | Premier tour | Second tour | Second tour |  |
| Candidat       | Candidat              | Parti          | Voix         | %            | Voix        | %           |  |
| -------------- | --------------------- | -------------- | ------------ | ------------ | ----------- | ----------- |  |
|                | Frédéric Dugoujon élu | CD (MR)        | 12 948       | 23,37        | 32 235      | 57,95       |  |
|                | Gérard Collomb        | PS (UGSD)      | 9 924        | 17,91        | 21 925      | 39,41       |  |
|                | Jean Brudon           | CDP (URP)      | 9 370        | 16,91        | 1 467       | 2,64        |  |
|                | Jean Gaudry           | UDR (URP)      | 8 980        | 16,21        | Retrait     | Retrait     |  |
|                | Mireille Bertrand     | PCF            | 7 658        | 13,82        | Retrait     | Retrait     |  |
|                | Jacques Berger        | CNIP           | 3 005        | 5,42         |             |             |  |
|                | Michel Buisson        | PSU            | 2 131        | 3,85         |             |             |  |
|                | Élisabeth Humblot     | LO             | 1 024        | 1,85         |             |             |  |
|                | Victor Quester-Séméon | FP             | 373          | 0,67         |             |             |  |
|                |                       |                |              |              |             |             |  |
| Inscrits       | Inscrits              | Inscrits       | 70 535       | 100,00       | 70 534      | 100,00      |  |
| Abstentions    | Abstentions           | Abstentions    | 14 091       | 19,98        | 13 512      | 19,16       |  |
| Votants        | Votants               | Votants        | 56 444       | 80,02        | 57 022      | 80,84       |  |
| Blancs et nuls | Blancs et nuls        | Blancs et nuls | 1 031        | 1,83         | 1 395       | 2,45        |  |
| Exprimés       | Exprimés              | Exprimés       | 55 413       | 98,17        | 55 627      | 97,55       |  |

Le suppléant de Frédéric Dugoujon était Michel-Edmond Cretin, maire de Collonges-au-Mont-d'Or.

### Élections de 1978
| Candidat       | Candidat                        | Parti              | Premier tour | Premier tour | Second tour | Second tour |  |
| Candidat       | Candidat                        | Parti              | Voix         | %            | Voix        | %           |  |
| -------------- | ------------------------------- | ------------------ | ------------ | ------------ | ----------- | ----------- |  |
|                | Frédéric Dugoujon sortant réélu | UDF (CDS)          | 18 947       | 26,2         | 41 236      | 56,09       |  |
|                | Gérard Lindeperg                | PS                 | 17 896       | 24,75        | 32 287      | 43,91       |  |
|                | Gérard Lambret                  | RPR                | 17 655       | 24,41        | Retrait     | Retrait     |  |
|                | Monique Jacquet                 | PCF                | 8 965        | 12,4         |             |             |  |
|                | Gérard Dief                     | Extrême droite     | 2 744        | 3,79         |             |             |  |
|                | Pierre Brunel                   | PSD                | 2 151        | 2,97         |             |             |  |
|                | Michèle Duby                    | PSU (FA)           | 2 091        | 2,89         |             |             |  |
|                | Camille Chaffanel               | Divers droite (DC) | 891          | 1,23         |             |             |  |
|                | Christine Diébolt               | Extrême gauche     | 865          | 1,2          |             |             |  |
|                | Josette Deligant                | UOPDP              | 116          | 0,16         |             |             |  |
|                |                                 |                    |              |              |             |             |  |
| Inscrits       | Inscrits                        | Inscrits           | 88 960       | 100,00       | 88 950      | 100,00      |  |
| Abstentions    | Abstentions                     | Abstentions        | 15 293       | 17,19        | 13 809      | 15,52       |  |
| Votants        | Votants                         | Votants            | 73 667       | 82,81        | 75 141      | 84,48       |  |
| Blancs et nuls | Blancs et nuls                  | Blancs et nuls     | 1 346        | 1,83         | 1 618       | 2,15        |  |
| Exprimés       | Exprimés                        | Exprimés           | 72 321       | 98,17        | 73 523      | 97,85       |  |

La suppléante de Frédéric Dugoujon était Jacqueline Corneloup, mère de famille nombreuse, Première adjointe au maire de Champagne-au-Mont-d'Or.

### Élections de 1981
| Candidat       | Candidat              | Parti          | Premier tour | Premier tour | Second tour | Second tour |  |
| Candidat       | Candidat              | Parti          | Voix         | %            | Voix        | %           |  |
| -------------- | --------------------- | -------------- | ------------ | ------------ | ----------- | ----------- |  |
|                | Jean Rigaud élu       | UDF (AD)       | 25 797       | 40,87        | 36 186      | 52,82       |  |
|                | Gérard Lindeperg      | PS             | 23 295       | 36,91        | 32 317      | 47,18       |  |
|                | Nicole Pasquier       | Divers droite  | 7 985        | 12,65        |             |             |  |
|                | Katherine Legay       | PCF            | 3 980        | 6,31         |             |             |  |
|                | Michèle Duby          | PSU            | 1 008        | 1,60         |             |             |  |
|                | Richard Pichon        | MDD            | 535          | 0,85         |             |             |  |
|                | Jean-Michel Hernandez | LO             | 516          | 0,82         |             |             |  |
|                |                       |                |              |              |             |             |  |
| Inscrits       | Inscrits              | Inscrits       | 94 286       | 100,00       | 94 171      | 100,00      |  |
| Abstentions    | Abstentions           | Abstentions    | 30 541       | 32,39        | 24 899      | 26,44       |  |
| Votants        | Votants               | Votants        | 63 745       | 67,61        | 69 272      | 73,56       |  |
| Blancs et nuls | Blancs et nuls        | Blancs et nuls | 629          | 0,99         | 769         | 1,11        |  |
| Exprimés       | Exprimés              | Exprimés       | 63 116       | 99,01        | 68 503      | 98,89       |  |

Frédéric Dugoujon, député sortant, est le suppléant de Jean Rigaud.

### Élections de 1988
| Candidat       | Candidat                          | Parti          | Premier tour | Premier tour | Second tour | Second tour |  |
| Candidat       | Candidat                          | Parti          | Voix         | %            | Voix        | %           |  |
| -------------- | --------------------------------- | -------------- | ------------ | ------------ | ----------- | ----------- |  |
|                | Jean-Jack Queyranne sortant réélu | PS             | 10 975       | 32,89        | 18 525      | 53,23       |  |
|                | Marcel André                      | UDF (AD) (URC) | 9 695        | 29,06        | 16 279      | 46,77       |  |
|                | Denis de Bouteiller               | FN             | 6 268        | 18,79        |             |             |  |
|                | Maurice Charrier                  | PCF            | 4 570        | 13,7         |             |             |  |
|                | Jean Brière                       | Les Verts      | 1 180        | 3,54         |             |             |  |
|                | Laurent Clamaron                  | Divers droite  | 676          | 2,03         |             |             |  |
|                |                                   |                |              |              |             |             |  |
| Inscrits       | Inscrits                          | Inscrits       | 60 909       | 100,00       | 60 910      | 100,00      |  |
| Abstentions    | Abstentions                       | Abstentions    | 27 129       | 44,54        | 25 186      | 41,35       |  |
| Votants        | Votants                           | Votants        | 33 780       | 55,46        | 35 724      | 58,65       |  |
| Blancs et nuls | Blancs et nuls                    | Blancs et nuls | 416          | 1,23         | 920         | 2,58        |  |
| Exprimés       | Exprimés                          | Exprimés       | 33 364       | 98,77        | 34 804      | 97,42       |  |

Le suppléant de Jean-Jack Queyranne était Jacky Darne, conseiller régional, conseiller municipal de Rillieux-la-Pape.

### Élections de 1993
| Candidat       | Candidat                    | Parti             | Premier tour | Premier tour | Second tour | Second tour |  |
| Candidat       | Candidat                    | Parti             | Voix         | %            | Voix        | %           |  |
| -------------- | --------------------------- | ----------------- | ------------ | ------------ | ----------- | ----------- |  |
|                | Jean-Pierre Calvel élu      | UDF (Rad)         | 11 005       | 31,33        | 14 518      | 39,63       |  |
|                | Denis de Bouteiller         | FN                | 8 184        | 23,3         | 7 871       | 21,48       |  |
|                | Jean-Jack Queyranne sortant | PS (ADFP)         | 7 546        | 21,48        | 14 246      | 38,89       |  |
|                | Jean-Pierre Brunel          | PCF               | 3 118        | 8,88         |             |             |  |
|                | Guy Peyretti                | GÉ (EÉ)           | 2 611        | 7,43         |             |             |  |
|                | Jean-Michel Hernandez       | LO                | 577          | 1,64         |             |             |  |
|                | Marie-Jeanne Dion           | LT-LNÉ            | 502          | 1,43         |             |             |  |
|                | Gildas Conseil              | MDR               | 496          | 1,41         |             |             |  |
|                | Mustapha Ghouila            | Divers            | 436          | 1,24         |             |             |  |
|                | Jean Brière                 | Divers écologiste | 405          | 1,15         |             |             |  |
|                | Armand Creus                | LCR               | 245          | 0,7          |             |             |  |
|                |                             |                   |              |              |             |             |  |
| Inscrits       | Inscrits                    | Inscrits          | 57 506       | 100,00       | 57 506      | 100,00      |  |
| Abstentions    | Abstentions                 | Abstentions       | 21 000       | 36,52        | 19 350      | 33,65       |  |
| Votants        | Votants                     | Votants           | 36 506       | 63,48        | 38 156      | 66,35       |  |
| Blancs et nuls | Blancs et nuls              | Blancs et nuls    | 1 381        | 3,78         | 1 521       | 3,99        |  |
| Exprimés       | Exprimés                    | Exprimés          | 35 125       | 96,22        | 36 635      | 96,01       |  |

Le suppléant de Jean-Pierre Calvel était le Docteur Christian Brugère, médecin ophtalmologiste à Bron.

### Élections de 1997
| Candidat       | Candidat                   | Parti          | Premier tour | Premier tour | Second tour | Second tour |  |
| Candidat       | Candidat                   | Parti          | Voix         | %            | Voix        | %           |  |
| -------------- | -------------------------- | -------------- | ------------ | ------------ | ----------- | ----------- |  |
|                | Jean-Jack Queyranne élu    | PS             | 10 161       | 29,53        | 17 604      | 46,91       |  |
|                | Denis de Bouteiller        | FN             | 8 589        | 24,96        | 7 880       | 21          |  |
|                | Jean-Pierre Calvel sortant | UDF (Rad)      | 7 795        | 22,65        | 12 044      | 32,09       |  |
|                | Jean-Pierre Brunel         | PCF            | 2 719        | 7,9          |             |             |  |
|                | Jérôme Faynel              | Les Verts      | 1 268        | 3,68         |             |             |  |
|                | Didier Guthmann            | LO             | 1 029        | 2,99         |             |             |  |
|                | Martine Nony               | Divers         | 639          | 1,86         |             |             |  |
|                | Arnaud Pace                | LDI (MPF)      | 566          | 1,64         |             |             |  |
|                | Olivier Taoumi             | Divers gauche  | 486          | 1,41         |             |             |  |
|                | Geneviève François         | MÉI            | 334          | 0,97         |             |             |  |
|                | Hervé Tuloup               | US4J           | 332          | 0,96         |             |             |  |
|                | Martine Souvignet          | MDC            | 247          | 0,72         |             |             |  |
|                | Albert Arrivat             | Extrême droite | 194          | 0,56         |             |             |  |
|                | Alain Jaravel              | PLN            | 53           | 0,15         |             |             |  |
|                | Rezela Messaoudène         | GÉ             | 0            | 0            |             |             |  |
|                |                            |                |              |              |             |             |  |
| Inscrits       | Inscrits                   | Inscrits       | 55 813       | 100,00       | 55 813      | 100,00      |  |
| Abstentions    | Abstentions                | Abstentions    | 20 235       | 36,25        | 17 262      | 30,93       |  |
| Votants        | Votants                    | Votants        | 35 578       | 63,75        | 38 551      | 69,07       |  |
| Blancs et nuls | Blancs et nuls             | Blancs et nuls | 1 166        | 3,28         | 1 023       | 2,65        |  |
| Exprimés       | Exprimés                   | Exprimés       | 34 412       | 96,72        | 37 528      | 97,35       |  |

Le suppléant de Jean-Jack Queyranne était Jacky Darne, expert-comptable, maire de Rillieux-la-Pape. Jacky Darne remplaça Jean-Jack Queyranne, nommé membre du Gouvernement, du 5 juillet 1997 au 18 juin 2002.

### Élections de 2002
| Candidat       | Candidat                          | Parti                      | Premier tour | Premier tour | Second tour | Second tour |  |
| Candidat       | Candidat                          | Parti                      | Voix         | %            | Voix        | %           |  |
| -------------- | --------------------------------- | -------------------------- | ------------ | ------------ | ----------- | ----------- |  |
|                | Jean-Jack Queyranne sortant réélu | PS (PCF, Les Verts, PRG)   | 12 375       | 38,11        | 15 869      | 54,91       |  |
|                | Charles Millon                    | Divers droite (Maj. prés.) | 7 270        | 22,39        | 13 029      | 45,09       |  |
|                | Claude Jacquier                   | FN                         | 4 903        | 15,1         |             |             |  |
|                | Jean-Louis Vazette                | UDF                        | 3 680        | 11,33        |             |             |  |
|                | Samir Khamassi                    | Pôle républicain           | 1 074        | 3,31         |             |             |  |
|                | Laurent Clamaron                  | RPF                        | 745          | 2,29         |             |             |  |
|                | Denise Milbergue                  | LCR                        | 569          | 1,75         |             |             |  |
|                | Jean Brière                       | MÉI                        | 510          | 1,57         |             |             |  |
|                | Marie-Andrée Marsteau             | LO                         | 429          | 1,32         |             |             |  |
|                | Michèle Morel                     | MNR                        | 383          | 1,18         |             |             |  |
|                | Frédérique Thivend                | MHAN                       | 261          | 0,8          |             |             |  |
|                | Emmanuelle Gibert                 | ÉD                         | 220          | 0,68         |             |             |  |
|                | Frédéric Pradelle                 | Divers                     | 34           | 0,1          |             |             |  |
|                | Hatchick Kopian                   | Divers                     | 20           | 0,06         |             |             |  |
|                | Annick Bourgevin-Périer           | GÉ                         | 1            | 0            |             |             |  |
|                |                                   |                            |              |              |             |             |  |
| Inscrits       | Inscrits                          | Inscrits                   | 53 432       | 100,00       | 53 433      | 100,00      |  |
| Abstentions    | Abstentions                       | Abstentions                | 20 476       | 38,32        | 23 408      | 43,81       |  |
| Votants        | Votants                           | Votants                    | 32 956       | 61,68        | 30 025      | 56,19       |  |
| Blancs et nuls | Blancs et nuls                    | Blancs et nuls             | 482          | 1,46         | 1 127       | 3,75        |  |
| Exprimés       | Exprimés                          | Exprimés                   | 32 474       | 98,54        | 28 898      | 96,25       |  |

Le suppléant de Jean-Jack Queyranne était Jacky Darne.

### Élections de 2007
| Candidat       | Candidat                          | Parti               | Premier tour | Premier tour | Second tour | Second tour |  |
| Candidat       | Candidat                          | Parti               | Voix         | %            | Voix        | %           |  |
| -------------- | --------------------------------- | ------------------- | ------------ | ------------ | ----------- | ----------- |  |
|                | Jean-François Debiol              | UMP                 | 12 403       | 39,05        | 15 133      | 47,68       |  |
|                | Jean-Jack Queyranne sortant réélu | PS                  | 10 745       | 33,83        | 16 605      | 52,32       |  |
|                | Djamila Bouguerra                 | UDF–MoDem           | 2 129        | 6,7          |             |             |  |
|                | Alice Gillmann                    | FN                  | 1 683        | 5,3          |             |             |  |
|                | Marie-France Vieux-Marcaud        | PCF                 | 1 168        | 3,68         |             |             |  |
|                | Abdel Belmokadem                  | Extrême gauche (GA) | 619          | 1,95         |             |             |  |
|                | Alain Dequidt                     | Les Verts           | 582          | 1,83         |             |             |  |
|                | Nora Maklouf                      | LCR                 | 546          | 1,72         |             |             |  |
|                | Fabienne Pin                      | MPF                 | 520          | 1,64         |             |             |  |
|                | Morad Aggoun                      | Extrême gauche (GA) | 475          | 1,5          |             |             |  |
|                | Jean Brière                       | MÉI                 | 338          | 1,06         |             |             |  |
|                | Françoise Villon                  | Divers              | 235          | 0,74         |             |             |  |
|                | Marie-Andrée Marsteau             | LO                  | 204          | 0,64         |             |             |  |
|                | Nafissa Redjimi Barascud          | diss. UMP           | 115          | 0,36         |             |             |  |
|                | Xavier Lecontellec                | Divers              | 0            | 0            |             |             |  |
|                |                                   |                     |              |              |             |             |  |
| Inscrits       | Inscrits                          | Inscrits            | 60 697       | 100,00       | 60 697      | 100,00      |  |
| Abstentions    | Abstentions                       | Abstentions         | 28 582       | 47,09        | 28 308      | 46,64       |  |
| Votants        | Votants                           | Votants             | 32 115       | 52,91        | 32 389      | 53,36       |  |
| Blancs et nuls | Blancs et nuls                    | Blancs et nuls      | 353          | 1,1          | 651         | 2,01        |  |
| Exprimés       | Exprimés                          | Exprimés            | 31 762       | 98,9         | 31 738      | 97,99       |  |

### Élections de 2012
| Candidat       | Candidat                 | Parti          | Premier tour | Premier tour | Second tour | Second tour |  |
| Candidat       | Candidat                 | Parti          | Voix         | %            | Voix        | %           |  |
| -------------- | ------------------------ | -------------- | ------------ | ------------ | ----------- | ----------- |  |
|                | Hélène Geoffroy élue     | PS             | 12 713       | 40,42        | 17 303      | 60,07       |  |
|                | Yann Compan              | UMP            | 5 459        | 17,36        | 11 501      | 39,93       |  |
|                | Christophe Boudot        | RBM (FN)       | 5 326        | 16,93        |             |             |  |
|                | Bernard Genin            | FG (PCF)       | 2 844        | 9,04         |             |             |  |
|                | Jean-François Debiol     | diss. UMP      | 1 880        | 5,98         |             |             |  |
|                | Françoise Mermoud        | EÉLV           | 1 074        | 3,41         |             |             |  |
|                | François-Xavier Penicaud | CpF (MoDem)    | 916          | 2,91         |             |             |  |
|                | Gabriel Rogez            | DLR            | 249          | 0,79         |             |             |  |
|                | Stéphane Guyon           | LO             | 185          | 0,59         |             |             |  |
|                | Alain Vachon             | Divers         | 172          | 0,59         |             |             |  |
|                | Romain Delore            | Pirate         | 145          | 0,46         |             |             |  |
|                | David Amsellem           | PVB            | 140          | 0,45         |             |             |  |
|                | Christiane Bert          | NPA            | 135          | 0,43         |             |             |  |
|                | Mikael Trefcon           | AÉI            | 116          | 0,37         |             |             |  |
|                | Maxence Iffouzar         | Divers droite  | 98           | 0,31         |             |             |  |
|                | Gérard Bauza             | RIC            | 0            | 0,00         |             |             |  |
|                | Nathalie Zavarella       | CNIP           | 0            | 0,00         |             |             |  |
|                |                          |                |              |              |             |             |  |
| Inscrits       | Inscrits                 | Inscrits       | 64 848       | 100,00       | 64 848      | 100,00      |  |
| Abstentions    | Abstentions              | Abstentions    | 33 052       | 50,97        | 35 058      | 54,06       |  |
| Votants        | Votants                  | Votants        | 31 796       | 49,03        | 29 790      | 45,94       |  |
| Blancs et nuls | Blancs et nuls           | Blancs et nuls | 344          | 1,08         | 986         | 3,31        |  |
| Exprimés       | Exprimés                 | Exprimés       | 31 452       | 98,92        | 28 804      | 96,69       |  |

Le suppléant d'Hélène Geoffroy était Renaud Gauquelin, médecin à Rillieux-la-Pape, conseiller général du canton de Rillieux-la-Pape. Renaud Gauquelin remplaça Hélène Geoffroy, nommée membre du gouvernement, du 12 mars 2016 au 17 juin 2017.

### Élections de 2017
|                                                                       |                                                                             |                           |                           |                          |                          |
|                                                                       |                                                                             | Premier tour 11 juin 2017 | Premier tour 11 juin 2017 | Second tour 18 juin 2017 | Second tour 18 juin 2017 |
|                                                                       |                                                                             |                           |                           |                          |                          |
|                                                                       |                                                                             | Nombre                    | % des inscrits            | Nombre                   | % des inscrits           |
| Inscrits                                                              | Inscrits                                                                    | 68 017                    | 100,00                    | 68 017                   | 100,00                   |
| Abstentions                                                           | Abstentions                                                                 | 40 685                    | 59,82                     | 44 931                   | 66,06                    |
| Votants                                                               | Votants                                                                     | 27 332                    | 40,18                     | 23 086                   | 33,94                    |
|                                                                       |                                                                             |                           | % des votants             |                          | % des votants            |
| Bulletins blancs                                                      | Bulletins blancs                                                            | 236                       | 0,86                      | 1 721                    | 7,45                     |
| Bulletins nuls                                                        | Bulletins nuls                                                              | 115                       | 0,42                      | 687                      | 2,98                     |
| Suffrages exprimés                                                    | Suffrages exprimés                                                          | 26 981                    | 98,72                     | 20 678                   | 89,57                    |
|                                                                       |                                                                             |                           |                           |                          |                          |
| Candidat Étiquette politique (partis et alliances)                    | Candidat Étiquette politique (partis et alliances)                          | Voix                      | % des exprimés            | Voix                     | % des exprimés           |
|                                                                       |                                                                             |                           |                           |                          |                          |
|                                                                       | Anissa Khedher La République en marche                                      | 8 656                     | 32,08                     | 10 463                   | 50,60                    |
|                                                                       | Alexandre Vincendet Les Républicains (Union des démocrates et indépendants) | 5 884                     | 21,81                     | 10 215                   | 49,40                    |
|                                                                       | Andréa Kotarac La France insoumise                                          | 3 600                     | 13,34                     |                          |                          |
|                                                                       | Jean-Marie Nicolas Front national                                           | 3 079                     | 11,41                     |                          |                          |
|                                                                       | Renaud Gauquelin (député sortant) Parti socialiste                          | 2 680                     | 9,93                      |                          |                          |
|                                                                       | Pierre Tchétché Europe Écologie Les Verts                                   | 908                       | 3,37                      |                          |                          |
|                                                                       | Paul Boghossian Parti communiste français                                   | 695                       | 2,58                      |                          |                          |
|                                                                       | Noëlle Pelerins Divers (Parti animaliste)                                   | 329                       | 1,22                      |                          |                          |
|                                                                       | Daniel Albout Debout la France                                              | 303                       | 1,12                      |                          |                          |
|                                                                       | Agnès Haasser Divers (Parti pirate)                                         | 258                       | 0,96                      |                          |                          |
|                                                                       | Thomas Spreux Lutte ouvrière                                                | 211                       | 0,78                      |                          |                          |
|                                                                       | Ferdi Yilmaz Divers (Parti égalité et justice)                              | 157                       | 0,58                      |                          |                          |
|                                                                       | Florence Perrier Divers (Union populaire républicaine)                      | 157                       | 0,58                      |                          |                          |
|                                                                       | Daouda Ouattara Divers droite (La France qui ose)                           | 64                        | 0,24                      |                          |                          |
|                                                                       | Constance Bergé Divers droite (Parti chrétien-démocrate)                    | 0                         | 0,00                      |                          |                          |
| Source : Ministère de l'Intérieur - Septième circonscription du Rhône |                                                                             |                           |                           |                          |                          |

### Élections de 2022
| Résultats des élections législatives des 12 et 19 juin 2022 de la 7e circonscription du Rhône |                          |                          |                          |              |              |             |             |
| Candidat                                                                                      | Candidat                 | Parti et coalition       | Nuance                   | Premier tour | Premier tour | Second tour | Second tour |
| Candidat                                                                                      | Candidat                 | Parti et coalition       | Nuance                   | Voix         | %            | Voix        | %           |
|                                                                                               | Abdelkader Lahmar        | LFI (NUPES)              | NUP                      | 8 476        | 30,99        | 12 894      | 46,56       |
|                                                                                               | Alexandre Vincendet      | LR (UDC)                 | LR                       | 6 526        | 23,86        | 14 801      | 53,44       |
|                                                                                               | Anissa Khedher           | LREM (ENS)               | ENS                      | 4 728        | 17,29        |             |             |
|                                                                                               | Tiffany Joncour          | RN                       | RN                       | 3 108        | 11,36        |             |             |
|                                                                                               | Stéphane Gomez           | PS diss.                 | DVG                      | 1 462        | 5,35         |             |             |
|                                                                                               | Geneviève Lucchesi       | REC                      | REC                      | 1 045        | 3,82         |             |             |
|                                                                                               | Nordine Gasmi            | SE                       | DIV                      | 539          | 1,97         |             |             |
|                                                                                               | Rachid Lounes            | MEI (TUPV)               | ECO                      | 356          | 1,30         |             |             |
|                                                                                               | Charlotte Bouhila        | PA                       | ECO                      | 264          | 0,97         |             |             |
|                                                                                               | Monia Bouguerra          | UDMF                     | DIV                      | 221          | 0,81         |             |             |
|                                                                                               | Thomas Spreux            | LO                       | DXG                      | 214          | 0,78         |             |             |
|                                                                                               | Izzet Doganel            | LREM diss.               | DVC                      | 194          | 0,71         |             |             |
|                                                                                               | Alain Vachon             | SE                       | DIV                      | 186          | 0,68         |             |             |
|                                                                                               | Anna Papa                | AC (ÉMP)                 | DVD                      | 31           | 0,11         |             |             |
| Votes valides                                                                                 | Votes valides            | Votes valides            | Votes valides            | 27 350       | 98,63        | 27 695      | 96,12       |
| Votes blancs                                                                                  | Votes blancs             | Votes blancs             | Votes blancs             | 248          | 0,89         | 801         | 2,78        |
| Votes nuls                                                                                    | Votes nuls               | Votes nuls               | Votes nuls               | 134          | 0,47         | 316         | 1,10        |
| Total                                                                                         | Total                    | Total                    | Total                    | 27 729       | 100          | 28 812      | 100         |
| Abstention                                                                                    | Abstention               | Abstention               | Abstention               | 43 224       | 60,92        | 42 187      | 59,42       |
| Inscrits / participation                                                                      | Inscrits / participation | Inscrits / participation | Inscrits / participation | 70 953       | 38,55        | 70 999      | 40,58       |

### Élections de 2024
| Résultats des élections législatives des 30 juin et 7 juillet 2024 de la 7e circonscription du Rhône |                          |                          |                          |              |              |             |             |
| Candidat                                                                                             | Candidat                 | Parti et coalition       | Nuance                   | Premier tour | Premier tour | Second tour | Second tour |
| Candidat                                                                                             | Candidat                 | Parti et coalition       | Nuance                   | Voix         | %            | Voix        | %           |
| | Abdelkader Lahmar        | LFI (NFP)                | NFP                      | 20 062       | 46,00        | 21 966      | 50,04       |
| | Alexandre Vincendet      | Horizons (ENS)           | ENS                      | 11 799       | 27,05        | 13 214      | 30,10       |
| | Cédric Pignal            | RN                       | RN                       | 9 280        | 21,28        | 8 721       | 19,87       |
| | Myriam Fontaine          | LR                       | LR                       | 1 536        | 3,52         |             |             |
| | Thomas Spreux            | LO                       | DXG                      | 526          | 1,21         |             |             |
| | Régine Benon             | REC                      | REC                      | 411          | 0,94         |             |             |
| Votes valides                                                                                        | Votes valides            | Votes valides            | Votes valides            | 43 615       | 98,35        | 43 901      | 98,51       |
| Votes blancs                                                                                         | Votes blancs             | Votes blancs             | Votes blancs             | 527          | 1,19         | 474         | 1,06        |
| Votes nuls                                                                                           | Votes nuls               | Votes nuls               | Votes nuls               | 248          | 0,56         | 189         | 0,42        |
| Total                                                                                                | Total                    | Total                    | Total                    | 44 390       | 100          | 44 564      | 100         |
| Abstention                                                                                           | Abstention               | Abstention               | Abstention               | 28 217       | 38,86        | 28 070      | 38,65       |
| Inscrits / participation                                                                             | Inscrits / participation | Inscrits / participation | Inscrits / participation | 72 607       | 60,07        | 72 634      | 60,44       |

#### Département du Rhône
- La fiche de l'INSEE de cette circonscription : « Tableaux et Analyses de la septième circonscription du Rhône », sur insee.fr, site de l'Institut national de la statistique et des études économiques (consulté le 10 juin 2007) [PDF]

- « Tous les députés du département du Rhône depuis 1789 », sur assemblee-nationale.fr, site de l'Assemblée nationale française (consulté le 10 juin 2007)

- « Informations contentieuses sur le département du Rhône (Élections législatives de 2002) »(Archive.org • Wikiwix • Archive.is • Google • Que faire ?), sur conseil-constitutionnel.fr, site du Conseil constitutionnel (consulté le 13 juin 2007)

#### Circonscriptions en France
- « Carte des circonscriptions législatives en France », sur assemblee-nationale.fr, site de l'Assemblée nationale française (consulté le 10 juin 2007)

- « Résultats électoraux officiels en France »(Archive.org • Wikiwix • Archive.is • Google • Que faire ?), sur interieur.gouv.fr, site du ministère de l'Intérieur (consulté le 13 juin 2007)

- Description et Atlas des circonscriptions électorales de France sur http://www.atlaspol.com, Atlaspol, site de cartographie géopolitique, consulté le 13 juin 2007.